# غروك (بوت دردشة)
غروك (بالإنجليزية: Grok) هو برنامج دردشة آلي يوظف الذكاء الاصطناعي التوليدي قامت بتطويره شركة إكس أيه آي، استنادًا إلى نماذج اللغات الكبيرة. بدأ تطويره كمبادرة من إيلون ماسك كاستجابة مباشرة لصعود ChatGPT من شركة OpenAI والتي كان ماسك شريكا في تأسيسها. تم التسويق لبرنامج الدردشة الآلي على أنه "يتمتع بروح الدعابة" ويتمتع بإمكانية الوصول المباشر إلى المعلومات المنشورة على منصة إكس (تويتر سابقا).

## خلفية
في نوفمبر 2023، أتاحت xAI لمجموعة منتقاة من المستخدمين تجربة معاينة لروبوت دردشة مستند على نماذج اللغات الكبيرة،  مع اقتصار المشاركة في برنامج الوصول المبكر على المستخدمين الذين تم التحقق منهم.  وقد أُعلن أنه بمجرد انتهاء النسخة التجريبية المبكرة ، سيكون الروبوت متاحًا فقط لمشتركي X Premium+. 
عند إطلاق الإصدار التجريبي، وصفت شركة xAI برنامج الدردشة الآلي بأنه "منتج تجريبي مبكر جدًا - أفضل ما يمكننا القيام به خلال شهرين من التدريب" والذي يمكن أن "يتحسن بسرعة مع مرور كل أسبوع".  في 6 ديسمبر 2024، أتاحت منصة إكس استخدام جروك للسمتخدمين من غير أصحاب الحسابات المميزة، مع قيود على الاستخدام.

## المزايا الرئيسية
وصف بيان xAI غروك بأنه مصمم "للإجابة على الأسئلة مع القليل من خفة الظل" وبأنه يتمتع "بنزعة تمرد"، بالإضافة إلى الاستعداد "للإجابة على الأسئلة الشائكة التي ترفضها معظم أنظمة الذكاء الاصطناعي الأخرى".  وقالت إن الروبوت "تم تصميمه على غرار دليل المسافر إلى المجرة، لذا فهو يهدف إلى الإجابة على أي شيء تقريبًا". 
أظهر مقتطف شاركه أحد موظفي X مطالبة غروك بالإجابة «بطريقة فجّة» على السؤال «متى يكون الوقت المناسب للاستماع إلى موسيقى عيد الميلاد؟» ، ورد غروك "وقتما تريد بحق الجحيم" وأضاف أن أولئك الذين لا يتفقون معه عليهم أن "يدفعوا قصب الحلوى في مؤخرتهم ويهتموا بشؤونهم اللعينة".   شارك إيلون ماسك لقطة شاشة لـغروك وهو يقدم تعليمات مفصلة حول كيفية تصنيع الكوكايين.  وأشار ماسك إلى أن ردود جروك اقتصرت على المعلومات المتاحة للجمهور بالفعل على الويب، والتي يمكن العثور عليها أيضًا من خلال البحث العادي في المتصفح. 
اقترح أحد موظفي xAI أن يكون لدى البرنامج إمكانية التبديل بين "الوضع العادي" و"الوضع المرح". 